# Radio 1212
Radio 1212 o Nachtsender 1212 va ser una emissora de ràdio de propaganda negra operada entre el 1944 i el 1945 per la Branca de Guerra Psicològica de l'Oficina dels Estats Units d'Informació de Guerra (OWI) sota la direcció del cap de la ràdio CBS William S. Paley, establert a Londres. Nachtsender 1212 va emetre des del Gran Ducat de Luxemburg, utilitzant les antigues instal·lacions de Radio Luxembourg, que havia estat ocupada i després alliberada del control alemany durant la Segona Guerra Mundial.

## Història

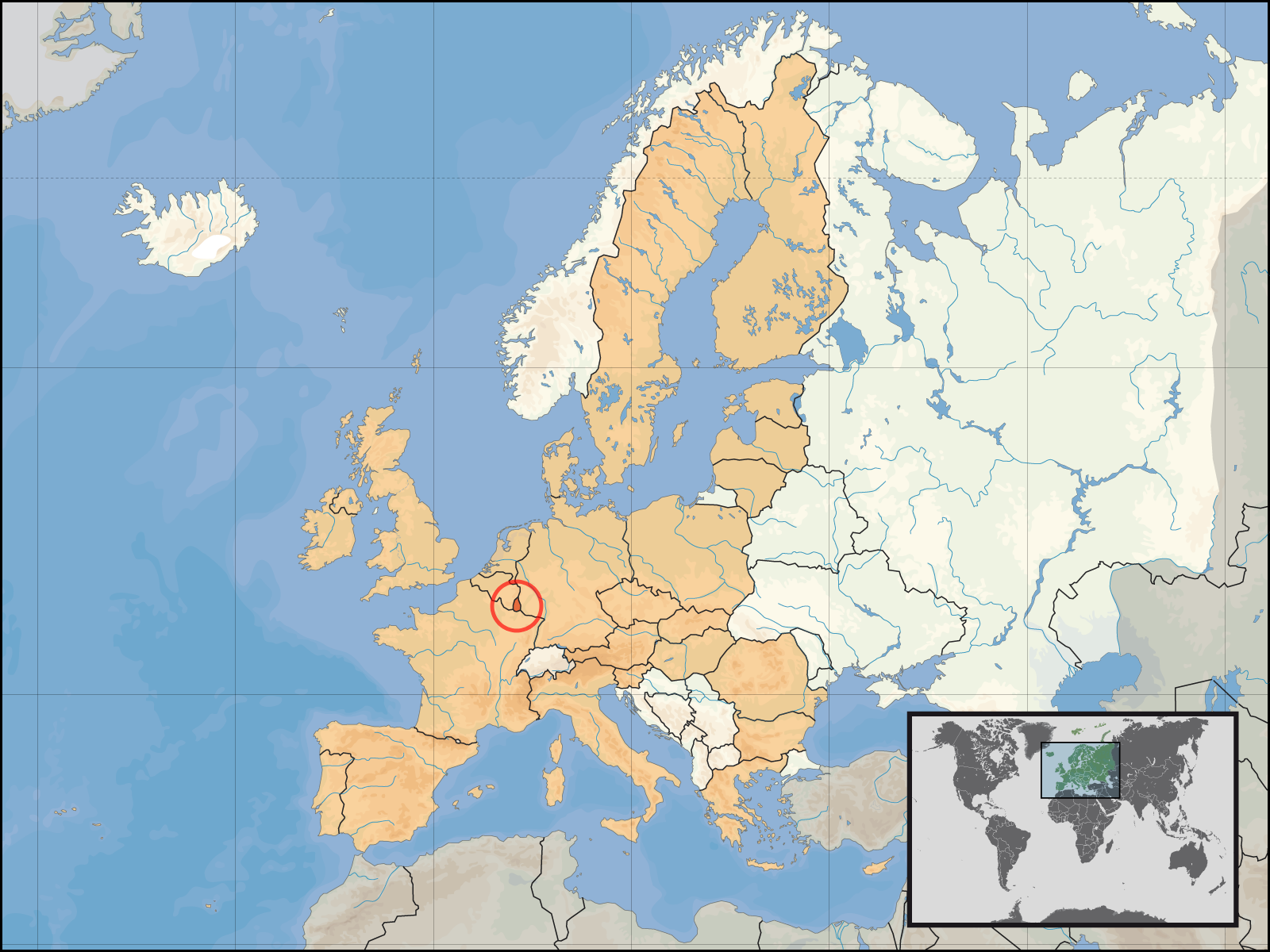
Ubicació del Gran Ducat de Luxemburg (que es mostra en el cercle vermell), lloc dels transmissors de Radio Luxembourg, que il·lustra la seva relació amb els oients en el continent d'Europa i a les illes britàniques

Radio Luxembourg, una emissora comercial en anglès que va transmetre cap al Regne Unit, va tancar el 21 de setembre del 1939 seguint les instruccions del Govern del Gran Ducat per protegir la neutralitat de Luxemburg durant la Segona Guerra Mundial.

### Era del "Lord Haw-Haw"
El 10 de maig de 1940, el govern nazi d'Alemanya va ordenar l'ocupació de Luxemburg, i la Wehrmacht va lliurar les instal·lacions de Radio Luxembourg a la Großdeutscher Rundfunk. Els nazis també van usar l'emissora per arribar a les illes britàniques. Va destacar el presentador irlandès William Joyce.

### Era d'OWI
El 24 de maig de 1944, el Govern luxemburguès a l'exili a Washington DC va acordar que, després de l'alliberament del Gran Ducat, lliurarien les instal·lacions de Radio Luxembourg al control de l'exèrcit dels Estats Units. Més específicament, aquest control se li donaria al Quarter General Suprem Aliat de la Força Expedicionària, de manera que l'emissora serviria com "la veu de la Quarter General Suprem Aliat de la Força Expedicionària" actuant en nom dels Estats Units, Gran Bretanya, França, Bèlgica i Luxemburg.
El 10 de setembre de 1944, l'exèrcit alemany va fugir de Luxemburg després de la reeixida invasió aliada en el Dia D i de l'aproximació del Dotzè Grup de l'Exèrcit dels Estats Units. Els transmissors de Luxemburg es van lliurar a SHAEF.
Aquestes instal·lacions van ser utilitzades per Branca de Guerra Psicològica de l'OWI sota la direcció del president de la CBS William S. Paley. L'OWI va utilitzar l'edifici per crear Nachtsender 1212, una emissora de propaganda negre que s'autoidentificava com a emissora de l'Alemanya nazi.
El propòsit de Nachtsender 1212 era guanyar una audiència nazi lleial mitjançant la difusió d'informació favorable a la interpretació alemanya de la guerra, però a mesura que el conflicte avançava contra les fronteres de la mateixa Alemanya, Nachtsender 1212 va començar a intercalar informació enganyosa i totalment falsa dins de les seves emissions. Això va incloure una història fictícia sobre una ciutat alemanya que es va rebel·lar contra el règim nazi, des d'on es transmetien missatges del burgmestre demanant ajuda. L'emissora estació tenia una missió similar a la britànica Soldatensender Calais, que va intentar soscavar la moral militar alemanya i proporcionar informació falsa. Nachtsender 1212 va deixar d'emetre al·legant els aliats havien capturat la suposada emissora alemanya.

### Fi de l'emissió
Després de l'ocupació d'Alemanya al maig de 1945, el futur de Radio Luxembourg es va debatre al Regne Unit. La BBC no veia bé la idea d'una renovada competència comercial si les instal·lacions tornaven a control comercial. Juntament amb Winston Churchill, van idear un pla per redirigir l'emissora cap a l'Europa de l'Est comunista i la Unió Soviètica enllaçant els transmissors de Luxemburg a través de telèfon fix amb els estudis de la BBC World Service, de Londres. Aquest pla es va apartar quan el Partit Conservador de Churchill va perdre davant el Partit Laborista en les eleccions generals britàniques de la postguerra, el 5 de juliol de 1945.
Durant un temps, els transmissors de Luxemburg es va mantenir sota control estatunidenc i es van utilitzar tant per retransmetre programes de Voice of America i creant programes sota el lema de l'"emissora de les Nacions Unides".
Radio Luxembourg va ser retornada al Gran Ducat el novembre de 1945.